# Aśoka (película)
Aśoka es una película india de 2001, dirigida por Santosh Sivan que narra la vida de Aśoka, un emperador que pasó de ser un sanguinario guerrero, conquistador y gobernante a ser un ferviente creyente del Budismo y difundirlo por toda la India. Esta historia está basada en leyendas, pues la película no trata de ser la historia completa de la vida de Aśoka, sino más bien un intento para seguir su viaje de conversión. 

## Argumento

### Primeros años
La película comienza con una narración del contexto histórico. El Emperador Chandragupta Maurya está regalando todas sus posesiones materiales y tomando Sanyas. Su nieto, el príncipe Aśoka, sostiene firmemente la espada de su abuelo, pero el emperador le explica que la espada es en realidad un demonio que, una vez desenvainada, ansía de sangre sin tener en cuenta si se trata de un amigo o un enemigo. Arroja la espada al fondo de una catarata y se despide de su nieto, pero el joven príncipe recupera el arma, la desenvaina y juega con ella, hasta que accidentalmente corta un par de pájaros en un árbol, los cuales solían agradar al niño con sus cantos.  Asustado por lo que había hecho, Aśoka sangra de la nariz.
Pocos años más tarde el príncipe Aśoka, ahora un joven valiente (Shahrukh Khan), está luchando contra el ladrón de Takshila. Sus generales le informan que sus refuerzos no han llegado y el príncipe piensa que es su medio hermano Susima (Ajith Kumar) quien los ha retrasado intencionadamente. A pesar de las dificultades, Asoka utiliza brillantes tácticas de guerrilla para derrotar al enemigo. Asoka se identifica fácilmente con las condiciones de la dura batalla y obtiene placer de la victoria y de la muerte de sus enemigos.
El príncipe victorioso retorna a Magadha, pero su padre, el rey Bindusara, no le muestra complacencia pues la madre de su medio hermano Susima, la reina astuta, ha tejido sus redes alrededor del Rey. Ella juega un manoeuvere político en el que el Dharma otras Reina se teme por su hijo Asoka. El Dharma suave y algo simple Reina, contento con su hijo esté con vida a favor de subir al trono, el príncipe obliga a renunciar a su derecho y dejar el reino a llevar la vida de un hombre común. El príncipe valiente es, naturalmente, decepcionado, pero se adhiere a los deseos de su madre y se marcha.

### Los príncipes de Kalinga: Arya y Kaurwaki
Viajando de incógnito junto con su caballo albino Pawan (español: «viento»), Aśoka conoce a una encantadora joven (Kareena Kapoor) y se enamora profundamente de ella, sin saber que se trata de la princesa Kaurwaki de Kalinga. Luego de hacerse amigo de ella y de su pequeño hermano, el príncipe Arya, descubre que hay una recompensa de cien monedas de oro para aquel que entregue a los príncipes, que están huyendo desde que sus padres fueron asesinados. Mucha gente del reino de Kalinga los están persiguiendo y ellos se mantienen huyendo junto con su fiel servidor, el general Bheema (Rahul Dev). Durante una de las numerosas emboscadas por los soldados Kalinga, Asoka se lanza a la lucha y defiende hábilmente a Kaurwaki, quien queda prendada de él y le pide que le enseñe a utilizar la espada, pues no quiere depender de nadie para defenderse. Asoka consiente y le dice que su nombre es Pawan, el nombre de su caballo, siguiendo el consejo de su madre para que nadie lo reconozca y así pueda vivir como plebeyo.
Pawan le empieza a relatar una historia de dos enamorados al niño príncipe Arya, quien inmediatamente se encariña con quien cree ser un hábil guerrero y cada vez que lo encuentra le pide que continúe con su historia. Aunque los príncipes se hacen amigos con Pawan, Bheema recela de él, creyendo que únicamente está detrás de Kaurwaki por la recompensa ofrecida por el primer ministro. Cuando Bheema descubre que Kaurwaki está enamorada de Pawan, trata de hacerla entrar en razón pero como no lo consigue, entonces le relata que no es hija verdadera del rey de Kalinga, sino que fue adoptada y no se sabe quienes son sus antepasados; de esta forma, espera que Pawan ya no esté interesado más en la bella princesa.
Pero el plan de Bheema es contraproducente:  cuando Pawan se entera de que Kaurwaki no conoce su linaje, no solamente no la rechaza sino que se casa con ella.  Juntos empiezan a hacer planes sobre su vida matrimonial, cuando de improviso llega un mensajero de la madre de Asoka, y le dice que tiene que regresar a la capital del imperio, pues la madre del príncipe está gravemente enferma.  Destrozado, Pawan se despide de Kauwarki, quien comprende que primero es el deber con la madre que con la esposa, y también de Arya, quien le pide que le siga contando la historia de los príncipes enamorados.  Pawan le dice entonces que va a regresar en unos cuantos días, y que cuando lo haga va a hacerlo con muchos caballos y elefantes.
Mientras tanto, se revela que es el primer ministro de Kalinga el que quiere usurpar el trono y cuando la recompensa falla, pone en marcha varias redadas para encontrar y matar al príncipe y a su hermana.  
En uno de esos ataques, un plebeyo sacrificios a sus hijos para salvar al príncipe, poniendo falsos collares real alrededor de ellos. El primer ministro se le da el sello real falso y ahora se prepara para ascender al trono. Kaurwaki princesa, el príncipe Arya y Bheema vivir en la clandestinidad y tomarse su tiempo. Asoka recibe la noticia de que su madre está enferma. El piezas de Kaurwaki, prometiendo volver, y se apresura a Magadha, sólo para encontrar que su madre está muy bien, y ha descubierto la conspiración para sacarlo del poder. El Rey, sin embargo, es todavía bajo los encantos de la malvada madre Susima's. Él bruscamente despachos Asoka para sofocar una rebelión en Ujjain. Obedece Asoka, pero devuelve el primero en encontrar Kaurwaki. No es capaz de encontrarla, y sin saber que ha pasado a la clandestinidad, se le informa de que han sido sacrificados y se muestran los restos de los hijos del comunero, en lugar.

### El malvado emperador Aśoka
Loco de dolor y la ira, deja que Vermat —quien todavía cree que es Pawan— lo golpee salvajemente, y éste está a punto de matarlo cuando es aprehendido por los hombres de Asoka.  Los soldados van a decapitar a Vermat en el acto, pero Asoka los detiene salvándole la vida a Vermat, quien de inmediato se convierte en su mejor amigo, diciéndole que por haberle perdonado la vida, ahora estaba obligado a protegerlo para siempre.
Asoka es solamente un ser sin alma, que se embarca en una violenta campaña en Ujjain, luchando con sangre fría y rabia, pero sin el deseo o voluntad de ganar, sino que solamente con la intención de matar a sus enemigos. De hecho, le dice a sus generales antes de las batallas, que él busca sólo la muerte.
Noticias de sus hazañas viaja a Magadha. Susima, ahora hervía de rabia envidiosa, las plantas de sus espías en el ejército de Asoka. Los soldados de espionaje de la herida Asoka en la batalla y es tomado del campo, incluso cuando es reconquistada Ujjain y anexionada al reino Magadha.
Aśoka es llevado a un monasterio budista para recuperarse. Conoce a una joven budista, Devi (Hrishita Bhatt), que se preocupa por él. Incluso aquí, los espías Susima de intento de asesinato de Asoka varias veces. En uno de los intentos, Devi accidentalmente mata a un asesino, y en la tradición budista, ya nadie aceptará Devi como esposa. Asoka Devi se casa a cambio y devuelve el esplendor a Magadha.
Susima y sus hermanos envidian profundamente a Asoka e intentan eliminarlo una y otra vez infructuosamente, pero solamente logran aumentar su ira y frustración tras cada nuevo fracaso. Finalmente, deciden llevar a cabo una última jugada política, intimidando a los astrólogos de la corte para que pronostiquen que el hijo de Asoka que va a tener Devi no va a vivir.  Para hacer cumplir la profecía, uno de los astrólogos decide asesinar a Devi personalmente, pero no consigue matarla ya que es asesinado antes de cumplir con su perverso cometido; sin embargo, en su intento logra apuñalar a la Reina del Dharma
Cuando Asoka se entera su ira no conoce límites; enfrenta a Susima en el salón del trono pero este lo convence de que no lo matará y le dice que Asoka no sería capaz de matar a sus propios hermanos.  Cuando Asoka se da la vuelta para retirarse, Susima saca un puñal e intenta asesinar a su medio hermano, pero Vermat le arroja su lanza y lo mata; al ver esto, Asoka ordena que maten a todos los hermanos de Susima, y le dice al cadáver a su medio hermano Susima que estaba equivocado, que él sí podía matar a sus hermanos.  Solamente Sugrata logra escapar y busca asilo en Kalinga. 
Asoka es ahora ungido Emperador, pero lleva el título de Chanda Asoka, el Malvado Emperador Asoka. Devi, la suave inclinación de soltera budista Asoka en balanceándose a los medios pacíficos, es sorprendido por esta brutalidad desenfrenada. Ella le dice que ella lo va a dejar. Asoka parece un poco afectados, pero no le impide declarar la guerra a Kalinga.
La princesa y el príncipe Kaurwaki Arya aparecen en Kalinga, junto con Bheema, y esgrimen el sello real. El primer ministro es ejecutado por traición. Princesa Kaurwaki asciende al trono. Ella desafía Asoka, citando su brutalidad a sus propios hermanos, y se prepara para la guerra de Kalinga. Ella en secreto por su pinos Pawan, pero no sabe que es de hecho Asoka.

### Invasión de Kalinga
Asoka reúne un ejército poderoso y marchas para el campo de batalla. Consumido por la ira (hacia Sugrata, pero dirigida ahora en Kalinga), que casi mata a su viejo amigo Virat (Danny Denzongpa). Una terrible guerra se libra en Kalinga. El ejército Magadha sufre la derrota inicialmente, como Kaurwaki y un batallón de mujeres Kalinga lucha lado a lado con los soldados de Kalinga. Pero las fuerzas Magadha se unieron por un Asoka violentos y despiadados. La batalla resultante convierte a la marea de la guerra y el ejército Magadha inflige una derrota cruel en Kalinga. No contentos con una simple victoria, los guerreros de Asoka arrasan con todo y asesinan a todo el que esté a su paso. Tanto Sugrata como Bheema mueren en la batalla, mientras que Kaurwaki queda gravemente herida.
En su despacho que por la noche, Asoka es informado por su hermano Vitasoka (Madhu Varshitt), que ha tomado el budismo, que su esposa Devi le dio gemelos, Mahindra y Sanghamitra. Asoka visitas de la escena de la batalla de Kalinga, donde se descubre de pronto su caballo, Pawan, que debía estar en posesión de Kaurwaki. Con un repentino aumento de la esperanza, que busca desesperadamente Kaurwaki. Asoka logrado encontrarla en el campo de batalla. allí, tenía un corazón para hablar con el corazón Kaurwaki. Se disculpó profundamente por su acción y Kaurwaki, en cambio, lo perdonó. Fueron, sin embargo interrumpida por el príncipe Arya, el Príncipe de Kalinga. Se había unido a la guerra porque quería luchar por su reino y, por desgracia para él, había sido herido gravemente por varias flechas de golpearlo en la espalda, causándole la muerte. Debido a Arya muriendo en sus brazos, de repente se encuentra a su victoria vacía. En su intento de cumplir con sus objetivos, que sólo logró estar rodeado de más muerte. Sus enemigos, su familia, e incluso Arya, todos muertos, porque de él. Consejo de su abuelo (cerca de la espada) tenía razón.
La película termina cuando un arrepentido Asoka, ya con la indumentaria budista, lanza la espada de su abuelo en la misma catarata en la que éste la había arrojado al principio de la película.  El relato final describe cómo Asoka no sólo construyó un Imperio grande, sino que extendió el budismo junto con los vientos de paz a través del nuevo imperio.